# Meilenhofen (Berg bei Neumarkt in der Oberpfalz)
Meilenhofen ist ein Gemeindeteil der Gemeinde Berg bei Neumarkt in der Oberpfalz im Landkreis Neumarkt in der Oberpfalz in Bayern.

## Geografie
Das Dorf liegt im Oberpfälzer Jura auf circa 405 m ü. NHN unmittelbar nördlich des Gemeindesitzes. Der nördliche Ortsrand wird durch den Kettenbach, einem Zufluss der Schwarzach, begrenzt, der westliche durch den Ludwig-Donau-Main-Kanal.

## Geschichte
Um 1470 stiftete Konrad Pöllinger zu Berg eine Frühmesse für die Liebfrauenkapelle in Meilenhofen. 1542 wurde die Reformation eingeführt, 1625 erfolgte die Rückkehr zum alten Glauben. Gegen Ende des Alten Reiches, um 1800, bestand Meilenhofen aus zehn Anwesen. Neun gehörten dem Kastenamt Haimburg. An Namen sind für diese Zeit überliefert: Schumann, Spitz, Schlierf. Ein Halbhof gehörte zur Hofmark Berg; auf ihm saß die Familie Fürst. Die Hochgerichtsbarkeit übte das Pflegamt Haimburg aus.
Im Königreich Bayern (1806) gehörte Meilenhofen zum Steuerdistrikt Berg, bei der Gemeindebildung um 1810/20 zur Ruralgemeinde Berg. 1836 heißt es im Repertorium zum topographischen Atlasblatt Neumarkt zu Meilenhofen: „10 H[äuser], 1 Capelle, 2 Branntweinbrennereyen, 1 Mühle (1 Mahl-, 1 Schneidgang) an der Schwarzach.“ Die Mühle brannte 1883 teilweise ab; der Mahlbetrieb wurde 1928 eingestellt. Bis 1930 gehörte die Gemeinde Berg mit Meilenhofen zum Amtsgericht Kastl, danach zum Amtsgericht Neumarkt.

### Einwohnerentwicklung
- 1900: 73 (10 Wohngebäude)[7]
- 1937: 68 (67 Katholiken, 1 Protestant)[8]
- 1950: 64 (11 Wohngebäude)[9]
- 1970: 78[10]
- 1987: 93

## Verkehrsanbindung
Meilenhofen ist über eine Abzweigung von der Staatsstraße 2240 zu erreichen.